# SO-02H
ドコモ スマートフォン Xperia Z5 Compact SO-02H（ドコモ スマートフォン エクスペリア ゼットファイブ コンパクト エスオーゼロニエイチ）は、ソニーモバイルコミュニケーションズによって開発された、NTTドコモの第4世代移動通信システム（PREMIUM 4G）・第3.9世代移動通信システム（Xi）・第3世代移動通信システム（FOMA）対応端末である。ドコモ スマートフォン（第2期）のひとつ。

## 概要
SO-02Gの後継機種で、Xperia Z5シリーズの中では一番コンパクトなモデルとなる。
基本的な性能はSO-01Hとほぼ同等だが、こちらはRAMが2GBとなっており、フルセグとモバキャスには対応していない。
キャッチコピーは「手のひらに収まる、プレミアムコンパクト。」。

## 主な機能
| 主な対応サービス                                                      | 主な対応サービス                                      | 主な対応サービス                     | 主な対応サービス                                                  |
| --------------------------------------------------------------------- | ----------------------------------------------------- | ------------------------------------ | ----------------------------------------------------------------- |
| タッチパネル/加速度センサー                                           | PREMIUM 4G/Xi/FOMAハイスピード/VoLTE                  | Bluetooth                            | DCMX/おサイフケータイ/NFC/かざしてリンク/赤外線/トルカ            |
| ワンセグ/フルセグ/モバキャス                                          | メロディコール                                        | テザリング                           | WiFi IEEE802.11a/b/g/n/ac                                         |
| GPS                                                                   | ドコモメール/電話帳バックアップ                       | デコメール/デコメ絵文字/デコメアニメ | iチャネル                                                         |
| エリアメール/ソフトウェアーアップデート自動更新/生体認証 (指紋／虹彩) | デジタルオーディオプレーヤー(WMA・MP3他)/ハイレゾ音源 | GSM/3Gローミング(WORLD WING)         | フルブラウザ/Flash Player                                         |
| Google Play/dメニュー/dマーケット                                     | Gmail/Google Talk/YouTube/Picasa                      | バーコードリーダ/名刺リーダ          | ドコモ地図ナビ/ドコモ ドライブネット/Google Maps/ストリートビュー |

## 歴史
- 2015年9月2日（現地時間） - ドイツ・ベルリンの家電展示会「IFA 2015」にてソニー及びソニーモバイルコミュニケーションズよりグローバルモデル発表。この時点で日本国内での販売も予告されていた[4]。
- 2015年9月30日 - NTTドコモより公式発表。
- 2015年11月13日 - 全国のドコモショップより発売開始
- 2016年3月3日 - Android 6.0へのバージョンアップ開始[5]。
- 2017年3月30日 - Android 7.0へのバージョンアップ開始[6]。

## アップデート・不具合など
2015年11月19日のアップデート
- ホーム画面に設定したウィジェットの一部もしくは全体が、表示されない場合がある不具合を修正。
- ビルド番号が32.0.B.0.411から32.0.B.0.426になる。

2015年12月15日のアップデート
- 特定の環境下において、ごくまれに端末が再起動する場合がある不具合を修正。
- ビルド番号が32.0.B.0.443になる。

2016年2月24日のアップデート
- ごくまれに、Eメールアプリが強制終了する場合がある不具合を修正。
- ビルド番号が32.0.B.0.478になる。

2016年3月3日のOSバージョンアップ
- Android 6.0へ対応
- Xperiaホームに、画面スワイプ時のエフェクトを変更する機能が追加
- カメラのUIが新しくなり、スワイプ操作でビデオ撮影やマニュアルなどへ切替できるようになった
- 通話履歴画面で「通話履歴フィルター」（不在着信、着信、発信等）の項目が常時表示されるようになった
- 最近利用したアプリ画面の視認性が向上
- 通知パネルに表示されるスクリーンショット画像を、通知パネル上共有に加え、消去もできるようになった
- 指紋によるロック解除設定時のセキュリティーを強化
- ビルド番号が32.1.F.0.43になる。

2016年4月19日のアップデート
- STAMINAモード対応
- 特定の環境下においてスモールアプリが利用できない場合がある不具合を修正。
- ビルド番号が32.1.F.1.38になる。

2016年9月1日のアップデート
- 内蔵電池の寿命を長く維持するための充電量を調節する機能を追加。
- セキュリティ更新を実施（設定メニューのセキュリティパッチレベルが2016年6月になる）。
- ビルド番号が32.1.F.1.67になる。

2016年11月30日のアップデート
- 端末起動後のカメラ起動時の初回スクリーンショット撮影時に、撮影音が鳴らない不具合を改善。
- セキュリティ更新を実施（設定メニューのセキュリティパッチレベルが2016年11月になる）。
- ビルド番号が32.1.F.1.75になる。

2017年3月8日のアップデート
- 設定からデータ初期化をした際、まれにGoogleアカウントの入力を求められる不具合を改善。
- 「Eメール」アプリのパッケージ名を変更。
- セキュリティ更新を実施（設定メニューのセキュリティパッチレベルが2017年1月になる）。
- ビルド番号が32.1.F.1.98になる。

2017年3月30日のOSバージョンアップ
- Android 7.0へ対応
- マルチウィンドウの追加アプリ利用中の手軽なメッセージへの返信
- 省電力機能の強化
- ダイヤルと連絡先の刷新
- セキュリティ更新を実施（設定メニューのセキュリティパッチレベルが2017年3月になる）
- ビルド番号が32.3.E.0.100になる。

2017年7月5日のアップデート
- 特定の条件下においてダウンロードしたPDFファイルが正常に開けない場合がある不具合を改善
- セキュリティ更新を実施（設定メニューのセキュリティパッチレベルが2017年6月になる）
- ビルド番号が32.3.E.0.132になる。

2017年9月29日のアップデート
- カメラ起動時、まれにエラーが表示され起動できない場合がある不具合を改善
- セキュリティ更新を実施（設定メニューのセキュリティパッチレベルが2017年9月になる）
- ビルド番号が32.3.E.0.136になる。

2018年1月11日のアップデート
- ウィンドウ付きカバー利用時、一部の表示が英語になる場合がある不具合を改善
- セキュリティ更新を実施（設定メニューのセキュリティパッチレベルが2017年12月になる）
- ビルド番号が32.3.E.0.140になる。

2018年7月18日のアップデート
- より快適に利用できるよう品質を改善
- セキュリティ更新を実施（設定メニューのセキュリティパッチレベルが2018年6月になる）
- ビルド番号が32.3.E.0.148になる。